# Theo Mackeben
Theo Mackeben, nemški skladatelj, dirigent in pianist, * 5. januar 1897, Starogard Gdański, Prusija, † 10. januar 1953, Berlin, Nemčija.
Glasbo je študiral v Kölnu in Varšavi. Njegov skladateljski opus obsega odrsko-glasbena dela (operete in opere), skladal je tudi filmsko glasbo, koncerte in oratorije.

## Dela
Operete (izbor)
- Die Dubarry (1931)
- Liebe auf Reisen (1934)
- Anita und der Teufel (1938)
- Der goldene Käfig (1943)